# Grado di perdita
Il grado di perdita è un parametro utilizzato per individuare la buona tenuta della sede di una valvola idraulica quando, in posizione completamente chiusa, l'otturatore è sottoposto ad una prefissata pressione differenziale.
Tale parametro viene preso in considerazione durante alcune prove previste dalle UNI EN 1074 e dalla UNI EN 12666-1 necessarie per verificare i requisiti prestazionali dell'apparecchiatura idraulica, quali:
- la prova di resistenza della valvola a flessione;
- la prova di tenuta della sede ad alta pressione differenziale.

La norma UNI EN 12266-1 al p.to A.4.3 individua 7 gradi di perdita che vanno da A a G e ad ognuno di questi è associata la massima perdita ammissibile (espressa in mm3/s) attraverso la sede di tenuta in funzione del diametro nominale della valvola nonché del fluido di prova (liquido o gas).
| Fluido di prova | grado A | grado B | grado C | grado D | grado E | grado F | grado G |
| liquido         | 0       | 0,01DN  | 0,03DN  | 0,1DN   | 0,3DN   | 1,0DN   | 2,0DN   |
| gas             | 0       | 0,3DN   | 3,0DN   | 30DN    | 300DN   | 3000DN  | 6000DN  |

Il grado di perdita della valvola deve essere indicato dal costruttore nella documentazione tecnica dell'apparecchiatura idraulica.

## Normativa
- UNI EN 12266-1:  Valvole industriali - prove su valvole: prove di pressione, procedimenti di prova e criteri di accettazione - requisiti obbligatori